# Lista de presidentes do Treze Futebol Clube
Esta é a lista de presidentes do Treze Futebol Clube. O clube teve dezenas de presidentes, com tempo de permanência variável.
Cada mandato tem uma direção de dois anos. Somente Antonio Miguel de Morais (primeiro presidente, eleito em 1926), Dr. Antonio Cabral (eleito em 1939 e 1951), Otacílio Timóteo de Souza (eleito em 1947 e 1953), Genésio Soares de Carvalho (eleito em 1959) e Petrônio Gadelha (eleito em 2005, reeleito em 2007 e novamente eleito em 2015, após a desistência de Carlos Alberto Silva), foram presidentes do clube por mais de um mandato. Tem como atual presidente Olavo Rodrigues, eleito em 2021 como candidato único. Seu antecessor, Juarez Lourenço, substituiu Hênio Azevedo (sucessor de Petrônio Gadelha, falecido em 2017) após a renúncia deste ao cargo.
| Período   | Presidente                                          |
| --------- | --------------------------------------------------- |
| 1925      | Antônio Bióca (Presidente interino)                 |
| 1926–1930 | Antonio Miguel de Morais (1º presidente)            |
| 1931–1936 | Inativo                                             |
| 1937      | Eduardo Cavalcanti                                  |
| 1938      | José Elói Junior e Zacarias de Souza do Ó           |
| 1938–1939 | José Augusto Júnior                                 |
| 1939–1940 | Dr. Antonio Cabral                                  |
| 1941      | José de Souza Barbosa                               |
| 1942      | Lafayete Cavalcanti                                 |
| 1943–1944 | Dr. Antonio Cabral                                  |
| 1945      | Hermínio Soares de Carvalho                         |
| 1946      | Dr. Onofre de Barros e Prof. José de Almeida Junior |
| 1947–1949 | Otacílio Timóteo de Souza                           |
| 1949–1951 | José Marques de Almeida Junior                      |
| 1951      | Dr. Antonio Cabral                                  |
| 1952      | João Mangueira Neto                                 |
| 1953–1954 | Otacílio Timóteo de Souza                           |
| 1955–1956 | Raimundo de Melo Luz                                |
| 1957–1958 | João Lyra Braga                                     |
| 1959–1963 | Genésio Soares de Carvalho                          |
| 1963      | Nelson Suassuna                                     |
| 1965      | Dr. Raiff Ramalho                                   |
| 1966–1967 | Dr. Edvaldo de Souza do Ó                           |
| 1967      | Hélio Cavalcanti                                    |
| 1968–1970 | José de Almeida Torreão                             |
| 1971      | Dr. José Mariz Marques                              |
| 1972      | Antonio da Costa Gomes                              |
| 1973–1974 | Dr. José Cavalcanti de Figueiredo                   |
| 1975      | Dr. José de Araújo Agra (Zé Agra)                   |
| 1976      | Almiro Cavalcante                                   |
| 1977      | Cristóvão Victor dos Santos                         |
| 1978      | Arlindo Almeida                                     |
| 1979      | Mariano Torreão Villarim                            |
| 1980      | Francisco da Costa Chaves (Chiquinho Português)     |
| 1981      | Edson Carneiro                                      |
| 1981–1982 | Evandro Sabino                                      |
| 1983–1984 | Francisco da Costa Chaves (Chiquinho Português)     |
| 1985–1986 | José Damião                                         |
| 1987–1988 | Aluísio Salviano de Farias                          |
| 1989–1990 | Almiro Cavalcante                                   |
| 1991      | Mariano Torreão Villarim                            |
| 1992      | Evaldo Sabino                                       |
| 1993      | Hildo Amaral de Medeiros ("Querequexé")             |
| 1994–1995 | Paulo César Gayoso                                  |
| 1995–1996 | Edmilson Antônio                                    |
| 1997–1998 | Fernando Luís                                       |
| 1999–2000 | Olavo Rodrigues                                     |
| 2001–2002 | João Batista                                        |
| 2003      | Flávio Almeida                                      |
| 2004      | Arthur Cunha Lima                                   |
| 2005–2008 | Petrônio Gadelha                                    |
| 2009–2010 | Marcelo Nóbrega                                     |
| 2011–2012 | Fábio Azevedo                                       |
| 2013–2014 | Eduardo Medeiros                                    |
| 2015      | Carlos Alberto da Silva                             |
| 2015–2017 | Petrônio Gadelha                                    |
| 2017      | Hênio Azevedo                                       |
| 2017–2018 | Juarez Lourenço                                     |
| 2018–2021 | Walter Júnior                                       |
| 2021      | João Paiva Filho (interino)                         |
| 2021      | João Targino Alves (interino)                       |
| 2021–     | Olavo Rodrigues                                     |